# Kamienica przy ulicy Szpitalnej 24 w Krakowie
Kamienica przy ulicy Szpitalnej 24 – zabytkowa kamienica, znajdująca się w Krakowie, w dzielnicy I Stare Miasto przy ul. Szpitalnej, na Starym Mieście.
Pierwotny budynek został wzniesiony w drugiej połowie XIV wieku. W XVII wieku, w latach 1820–1836 oraz  była przebudowywana. Po zakończeniu przebudowy w 1932, budynek należał do Żydowskiego Stowarzyszenia miłości Bliźniego i mieścił Synagogę Ahawat Raim, która została doszczętnie zniszczona przez Niemców w okresie II wojny światowej. Od 1947 w kamienicy znajduje się parafialna cerkiew prawosławna Zaśnięcia Przenajświętszej Bogurodzicy.
19 lutego 1968 kamienica została wpisana do rejestru zabytków. Znajduje się także w gminnej ewidencji zabytków.